# وطاسیان
وطاسیان دودمانی از بربرهای زناته بودند که در شمال آفریقا فرمانروایی یافتند.
در پایان سده ۱۴م، ناتوانی دولت مرینیان آشکار گشت. در سال ۸۰۳ق (۱۴۰۱م) هانری سوم، شاه کاستیل به تطوان تاخت و در ۸۱۸ق (۱۴۱۵م) پرتغالیان، سبته را بدست آوردند و این یورش موج سترگی از احساسات مذهبی در مغرب را برانگیخت که سبب به اعلام جهاد با کافران شد. این واکنش افتادن قدرت راستین را به دست بنووطاس، که یکی از شاخه‌های فرعی مرینیان بودند آسان ساخت.
ابوزکریاء یحیی در ابتدا به عنوان نایب‌السلطنه سلطان جوان مرینی، عبدالحق دوم به فرمانروایی نشست با پرتغالیان به جنگ پرداخت. در ۸۶۲ق (۱۴۵۸م) عبدالحق مرینی سعی کرد تا آشکارا به سلطنت پردازد، ولی چهار سال پس از آن کشته شد. محمد اول وطاسی نامدار به الشیخ در سال ۸۷۷ق (۱۴۷۲م) در فاس سلطان گردید و شهر را از شرفاء ادریسی بگرفت.
در آینده وطاسیان تاب مقاومت در برابر قدرت رو به گسترش شرفاء سعدی را نیاوردند و اینان شهر فاس را در ۹۵۶ق (۱۵۴۹م) تصرف کردند. اقدام وطاسیان برای آنکه به کمک ترکان عثمانی، از شرفاء سعدی انتقام بستانند با شکست مواجه گردید و سلسله وطاسی برای همیشه برافتاد.

## فرمانرواها
| نام فرمانروا                  | سال فرمانروایی |
| ابوزکریاء یحیی (نایب السلطنه) | ۸۳۱ق           |
| علی (نایب السلطنه)            | ۸۵۱ق           |
| محمد اول الشیخ (نایب السلطنه) | ۸۶۳ق           |
| محمد دوم البرتقالی            | ۸۷۵ق           |
| احمد (دوره اول)               | ۹۳۱ق           |
| محمد سوم القسری               | ۹۵۲ق           |
| احمد (دوره دوم)               | ۹۵۴ق-۹۵۶ق      |

| دودمان‌های فرمانروا در مراکش  |
| ادریسیان (۷۸۰-۹۷۴) (عرب)     |
| مغراوه (۹۸۷-۱۰۷۰) (بربر)     |
| مرابطان (۱۰۷۳-۱۱۴۷) (بربر)   |
| موحدون (۱۱۴۷-۱۲۶۹) (بربر)    |
| مرینیان (۱۲۵۸-۱۴۲۰) (بربر)   |
| وطاسیان (۱۴۲۰-۱۵۴۷) (بربر)   |
| سعدیان (۱۵۵۴-۱۶۵۹) (عرب)     |
| علویان (۱۶۶۶- تا کنون) (عرب) |